# El amuleto del diablo
El amuleto del diablo (título original: Baffled!) es un telefilme británico de 1973 dirigido por Philip Leacock y protagonizado por Leonard Nimoy y Susan Hampshire. Fue concebido como película piloto de una serie que no se materializó.

## Argumento
En los Estados Unidos Tom Kovack, un famoso corredor de automóviles ha tenido visiones extrasensoriales, por lo que tuvo un accidente durante una carrera. Cuando lo cuenta en televisión, una investigadora y vendedora de libros de ocultismo, Michele Brent, se interesa por lo ocurrido y, tras estudiarlo en su presencia durante una conversación privada, ella llega a la conclusión de que el hombre puede predecir desastres antes de que se cumplan y que, viéndolo como una fuerza del bien, es su destino ayudar a una mujer llamada Andrea Glenn que está en peligro de muerte en Gran Bretaña en un hotel de Devon en el suroeste de ese país. 
Tras negarse al principio a creerla, él tiene otras visiones al respecto y finalmente accede a ir con ella allí. Descubre que todo lo que vio es cierto, el hotel, la mujer y su hija, que también apareció en las visiones. Descubre que vino allí para ver a su exmarido Duncan Sandford que su hija nunca vio. Sin embargo no ha aparecido aunque sí aparece Louis Sandford, una pariente suyo. Durante sus pesquisas la mujer es víctima de misteriosos tormentos. También es envenenada, mientras que su hija empieza a comportarse misteriosamente mala contribuyendo también a esos tormentos.
Ambos se percatan de ello y durante sus investigaciones, en las que otra vez las visiones de Kovack juegan un papel importante, ellos finalmente descubren que Duncan Sandford murió 8 meses antes. Finalmente Andrea Glenn es atraída por su hija Jennifer y la Sra. Farraday, propietaria del hotel, a una habitación con Louise Sandford. Allí ella intenta asesinarla queriendo arrojarla al mar y hacerlo parecer así como suicidio. Los crímenes que sufrió tenían el propósito de debilitarla para hacerlo posible sin problemas. 
Sin embargo ambos descubren a tiempo lo que iba a ocurrir. Después de ocuparse de su hija quitándole un medallón que tiene, que resulta controlarla y dado por su presunto padre, Kovack se va a la habitación y consigue rescatarla. En el subsiguiente enfrentamiento mortal entre ambos él descubre que Louisa Sandford es Parrish, un amigo cercano de Duncan y experto en ocultismo. Quería controlar con poderes malignos a Jennifer y a sus habilidades psíquicas aprovechándose de la muerte de Duncan y queriendo para ello también matar a su madre para legalmente obtenerla. Para ello puso a Jennifer bajo su control fingiendo ser su padre reclutando para ello a la Sra. Farraday como parte del complot, la cual accedió a cambio de promesas suyas de que la convertiría a cambio en una mujer más joven con sus prácticas ocultas.
En ese enfrentamiento, en el que Tom Kovack casi pierde la vida, Parrish muere víctima de sus ansias asesinas cuando intenta arrojarlo al mar cayendo así él mismo en él cuando Kovack lo esquiva a tiempo. La Sra. Farraday huye y, atormentada por no ver sus deseos cumplidos, se suicida. El hotel es cerrado, Andrea y Jennifer vuelven a casa estando agradecidos a ambos por lo que hicieron y Kovack y Brent se van hacia París que Kovack también ha visto con sus poderes, donde otra persona está en peligro. 

## Reparto
- Leonard Nimoy - Tom Kovack
- Susan Hampshire - Michele Brent
- Rachel Roberts - Sra. Farraday
- Vera Miles - Andrea Glenn
- Jewel Blanch - Jennifer Glenn
- Valerie Taylor - Louise Sanford
- Mike Murray - Parrish
- Ray Brooks - George Tracewell
- Angharad Rees - Peggy Tracewell
- Christopher Benjamin - Verelli

## Recepción
Hoy en día el telefilme ha sido valorada en portales cinematográficos. En IMDb, con 482 votos registrados, el filme obtiene una media ponderada de 5,6 sobre 10. En cuanto a Rotten Tomatoes, los más de 50 votos registrados allí le dieron una valoración media de 2,3 de 5. También cabe destacar, que en La Vanguardia el 50 % de los usuarios registrados allí le dan una valoración positiva.